# マルコ・ピノッティ
マルコ・ピノッティ（Marco Pinotti、1976年2月25日 - ）は、イタリア、オージオ・ソット出身の自転車競技（ロードレース）選手。

## 経歴
過去5回、国内選手権・個人タイムトライアル（ITT）で優勝の経験を持つタイムトライアルスペシャリスト。
1999年、ランプレと契約を結んでプロ転向。
2003年
- バスク一周 山岳賞 & 区間1勝(第4)。

2005年、サウニエル・ドゥバルに移籍。
- 国内選手権・個人タイムトライアル(ITT) 優勝。

2007年、チーム・ハイ・ロード（現 HTC - ハイ・ロード）に移籍。
- ジロ・デ・イタリアでは、第6〜第9ステージまでマリア・ローザを着用。
- 国内選手権・個人タイムトライアル(ITT) 優勝[1]。

2008年
- ジロ・デ・イタリア・最終第21ステージのITT勝利。
- 国内選手権・ITT 2連覇。
- ツアー・オブ・アイルランド 総合優勝
- ツール・ド・ロマンディ 総合3位

2009年
- 国内選手権・ITT3連覇を達成。
- バスク一周 区間1勝(第5)

2010年
- ジロ・デ・イタリア総合9位。
- 国内選手権・ITT 4連覇。
- ツール・ド・ロマンディ 区間1勝(プロローグ)
- バスク一周 総合5位

2011年
- ティレーノ〜アドリアティコ 総合6位
- ツール・ド・ロマンディ 総合4位

2012年、BMC・レーシングチームに移籍。
- ジロ・デ・イタリア・最終第21ステージのITT勝利。
- ロンドン五輪・ITT 5位
- ロードレース世界選手権・チームタイムトライアル 2位